# Saint-Quentin-en-Yvelines
Pour les articles homonymes, voir Saint-Quentin (homonymie).
 (octobre 2012).
Saint-Quentin-en-Yvelines est une communauté d'agglomération de France, dans le département des Yvelines, à l’ouest de Versailles. Elle doit son nom à la chapelle Saint-Quentin, dans laquelle reposaient les restes de saint Quentin[réf. nécessaire], chapelle située à l'emplacement de l'actuelle base de loisirs, dont le site fut choisi pour devenir le centre d’une ville nouvelle. Selon le recensement de la population de 2016, l’agglomération compte 229 369 habitants (saint-quentinois), pour une superficie de 12 008 hectares, soit une densité de 1 910 hab./km2.
Son développement a été réalisé par l'État, dans le cadre de la réglementation des villes nouvelles, grâce au Syndicat d'agglomération nouvelle (SAN) et à l'Établissement public d'aménagement de la ville nouvelle de Saint-Quentin-en-Yvelines (EPASQY). Conformément à la loi Chevènement, le SAN s'est transformé en communauté d'agglomération en 2003, faisant suite à la dissolution de l'EPASQY : l'aménagement de la ville nouvelle étant considéré comme achevé.
L’intercommunalité accueille le siège de nombreuses entreprises ainsi que des bâtiments de l'université de Versailles – Saint-Quentin-en-Yvelines (UVSQ). Elle constitue également la partie ouest du pôle scientifique et technologique Paris-Saclay, en cours d'aménagement depuis 2010.

## Histoire

### Les Templiers et les Hospitaliers
Sur la commune d'Élancourt existe la Commanderie de La Villedieu fondée au XIIe siècle par les Templiers. Il ne reste aujourd'hui que la chapelle gothique, construite en pierre meulière, entourée de bâtiments agricoles édifiés par les Hospitaliers de l'ordre de Saint-Jean de Jérusalem à des époques postérieures. Restauré par l'EPA puis par la communauté d'agglomération, l'ensemble accueille depuis novembre 2008 des expositions temporaires, notamment dans le bâtiment des Gardes.

### Période moderne
Dans les années 1960, pour faire face au développement rapide de l'agglomération parisienne, le gouvernement décide de la maîtriser et de l'équilibrer en créant plusieurs villes nouvelles autour de Paris. La mise au point du premier Schéma directeur d'aménagement et d'urbanisme de la région parisienne (SDAURP) est confiée à Paul Delouvrier, délégué général au district de la région de Paris de 1961 à 1969, qui est à ce titre considéré comme le père des villes nouvelles. À l'ouest de Paris, le choix se porte sur le site de Saint-Quentin, à l'époque très peu urbanisé, hormis la petite ville de Trappes.

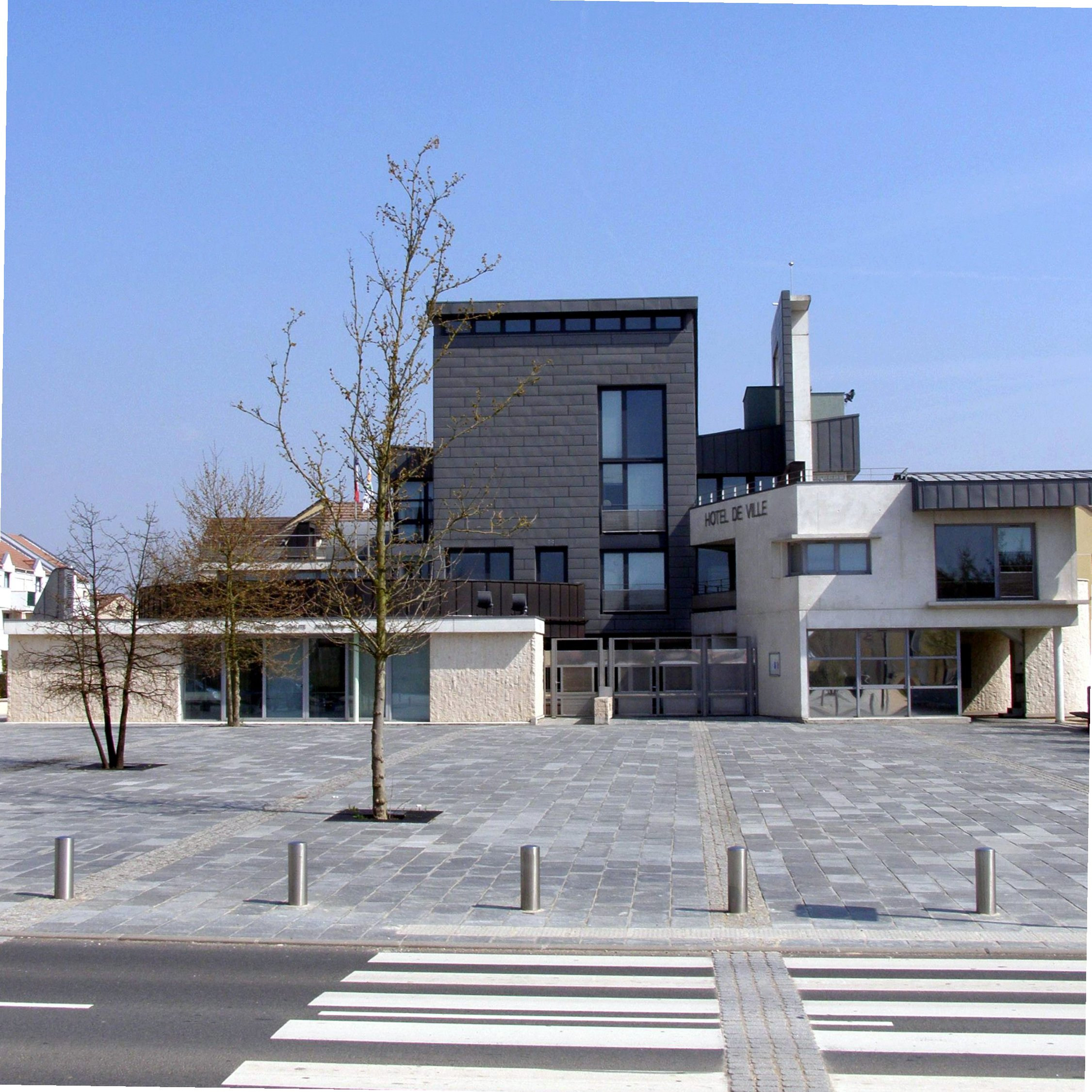
Hôtel de ville de Magny-les-Hameaux.

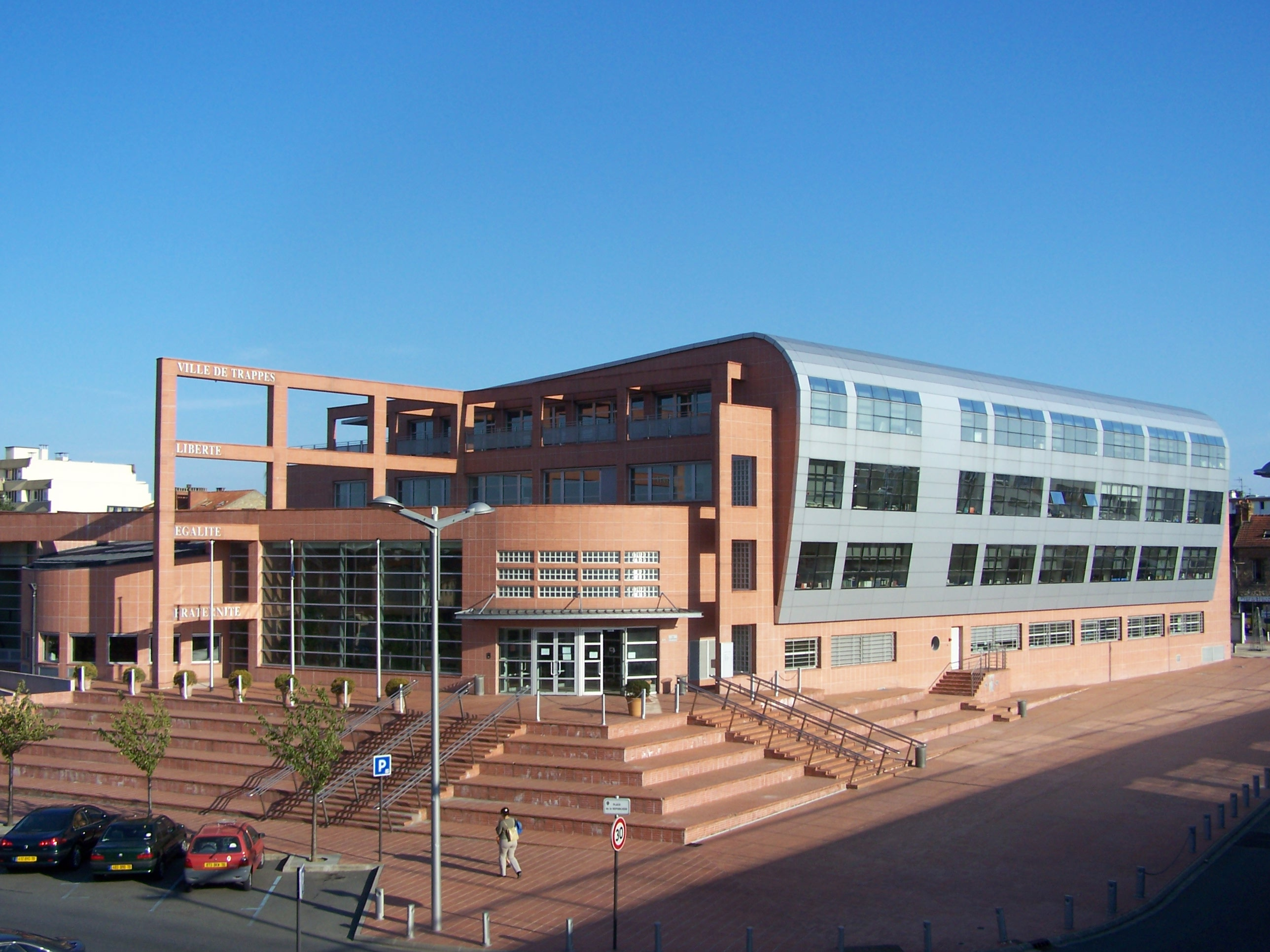
Hôtel de ville de Trappes.

Décidée dès 1965, l'implantation de la ville nouvelle se fera en plusieurs étapes :
- 21 octobre 1970 : création de l'Établissement public d'aménagement de Saint-Quentin-en-Yvelines (EPASQY) ;
- 11 août 1972 : définition du périmètre de la ville nouvelle de Saint-Quentin-en-Yvelines, comprenant onze communes :
  - Élancourt
  - Trappes
  - Montigny-le-Bretonneux
  - Guyancourt
  - Voisins-le-Bretonneux
  - Magny-les-Hameaux
  - La Verrière
  - Plaisir
  - Bois-d'Arcy
  - Coignières
  - Maurepas ;
- 21 décembre 1972 : création du syndicat communautaire d'aménagement de l'agglomération nouvelle (SCAAN) ;
- 13 juillet 1983 : la loi Rocard modifie le statut des villes nouvelles ;
- 23 décembre 1983 : quatre communes (Bois-d'Arcy, Coignières, Maurepas et Plaisir) quittent la ville nouvelle ;
- 29 juin 1984 : le Syndicat d'agglomération nouvelle (SAN) remplace le SCAAN ;
- 31 décembre 2002 : fin de la mission et dissolution de l'EPA ;
- Janvier 2003 : décret d'achèvement de la ville nouvelle ;
- 17 septembre 2003 : le SAN vote sa transformation en communauté d'agglomération, qui prend effet le 1er janvier 2004 ;
- 1er janvier 2016 : l'agglomération réintègre 3 communes (Coignières, Maurepas, et Plaisir), et accueille 2 nouvelles communes (Les Clayes-sous-Bois et Villepreux), pour une population totale de près de 230 000 habitants. À cette occasion, une nouvelle structure juridique est créée tout en conservant le nom de la communauté d'agglomération précédente[1].

## Territoire communautaire

### Géographie
Saint-Quentin-en-Yvelines est située à 20 km au sud-ouest de Paris.

### Transports en commun

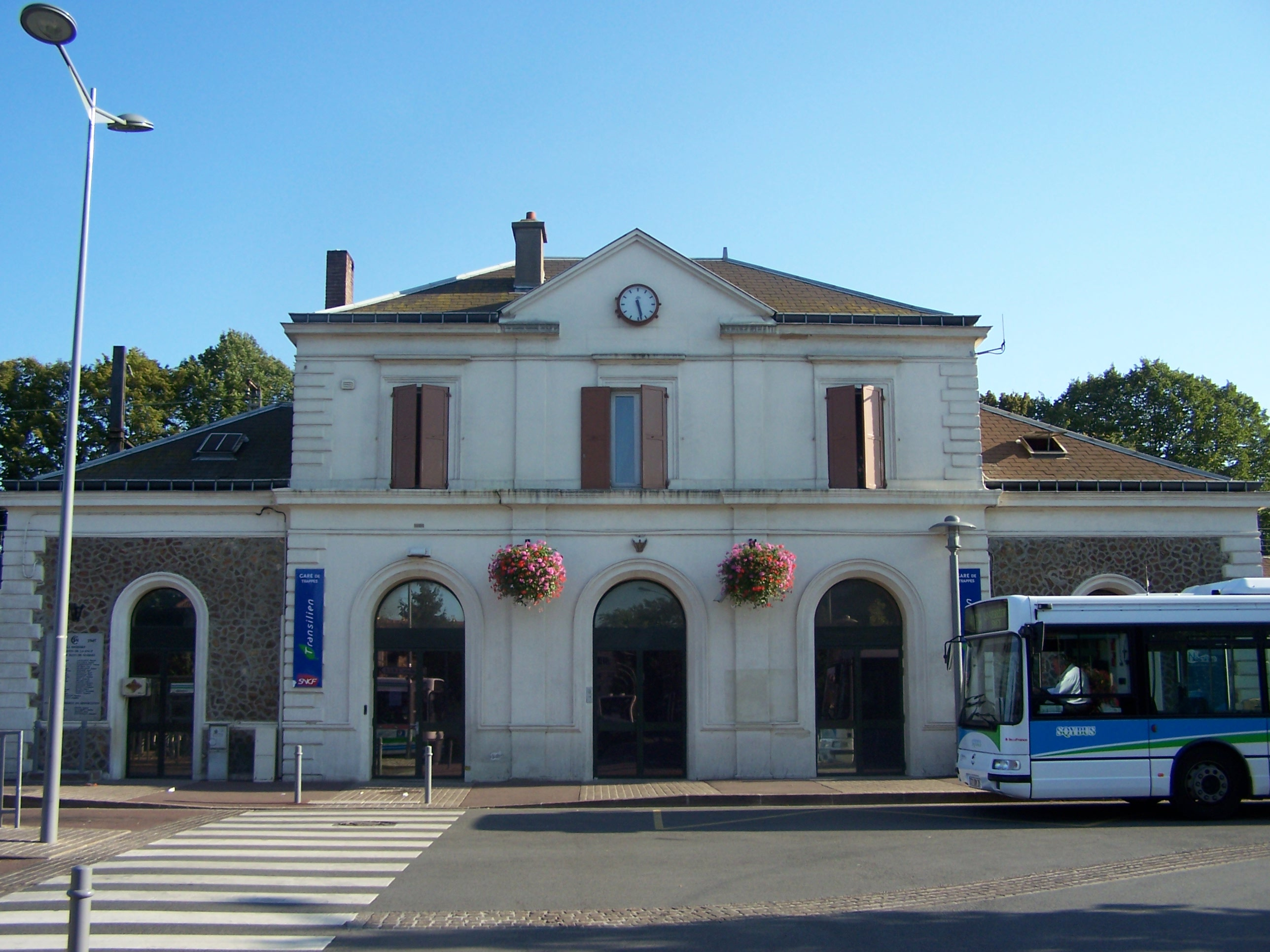
Le bâtiment voyageurs de la gare de Trappes.

L'agglomération dispose de sept gares :
- Saint-Quentin-en-Yvelines - Montigny-le-Bretonneux ;
- Coignières ;
- Trappes ;
- La Verrière ;
- Plaisir -Grignon ;
- Plaisir - Les Clayes ;
- Villepreux - Les Clayes.

Elles sont desservies par :
- la ligne C du RER, en provenance de Dourdan ou Étampes : il dessert la gare Saint-Quentin-en-Yvelines - Montigny-le-Bretonneux ;
- la ligne U du Transilien, en provenance de La Défense : il dessert les gares de La Verrière, Trappes et Saint-Quentin-en-Yvelines - Montigny-le-Bretonneux ;
- la ligne N du Transilien, en provenance de Paris-Montparnasse et en direction de Rambouillet d'une part et de Mantes-la-jolie d'autre part : il dessert les six gares ;
- les lignes urbaines du réseau de bus de Saint-Quentin-en-Yvelines ;
- les lignes interurbaines du réseau de bus Île-de-France Ouest et dans une moindre mesure par celles du réseau de bus Centre et Sud Yvelines[2] ;
- le bus de nuit Noctilien qui circule toutes les nuits en Île-de-France de 0h30 à 5h30 du matin sur la ligne N145 (Gare Montparnasse - La Verrière) et dessert trois gares.

#### Projets en cours
- Par ailleurs, dans le cadre de l'OIN, il était envisagé de créer d'ici 2013 un transport en commun en site propre pour connecter la gare de La Verrière à celle de Trappes, en passant par Maurepas et Élancourt[3].
- La ligne 18 du métro avec une station à Guyancourt.
- Enfin, un transport collectif en site propre (TCSP) doit être réalisé entre Saint-Quentin-en-Yvelines et Massy-Palaiseau, le TCSP Massy - Saint-Quentin-en-Yvelines.

#### Projets suspendus ou abandonnés
- Le SDRIF arrêté en septembre 2008 situe en phase 1 (soit en principe au plus tard en 2013) un projet de prolongement du RER C jusqu'à la gare de Coignières. Ce prolongement poursuivait deux objectifs : accompagner le fort développement de l'agglomération en améliorant la desserte de La Verrière, Élancourt, Trappes et Maurepas, et maîtriser la fréquentation (importante) de la gare de Saint-Quentin-en-Yvelines - Montigny-le-Bretonneux.
- Le département des Yvelines défend le prolongement du Transilien U jusqu'à Rambouillet[4] (les seuls trains en provenance de Rambouillet qui desservent l'agglomération sont actuellement ceux de la ligne N).

### Enseignement supérieur
Quatre établissements d'enseignement supérieur sont installés sur la communauté d'agglomération :
- l'Institut international de l'image et du son (3IS), sur la commune d'Élancourt ;
- l'Institut supérieur de l'environnement, sur la commune de Trappes ;
- créée en 1991, l'université de Versailles Saint-Quentin-en-Yvelines - Université Paris-Saclay est une université pluridisciplinaire proposant plus de 200 formations de bac +2 à bac +8 et accueillant environ 19 000 étudiants. L'UVSQ abrite six unités de formation et de recherche. L' « UFR des sciences », située à Versailles et Le Chesnay, accueille les formations en biologie, sciences de la Terre et de l'Univers, physique, chimie, mathématiques, informatique ainsi que l'Institut universitaire professionnalisé en art, sciences, culture et multimédia. L' « UFR des sciences sociales », située à Saint-Quentin-en-Yvelines, accueille les formations d’économie, d’administration économique et sociale, des sciences géographiques et sociales. La « faculté de droit et des sciences politiques », située à Saint-Quentin-en-Yvelines, accueille les formations en droit (droit public, droit privé, histoire du droit) et science politique à travers 24 masters, trois pôles de recherche et un Institut d'études judiciaires. L' « Unité de formation et de recherche des sciences de la santé Simone Veil », située à Saint-Quentin-en-Yvelines, regroupe les formations de médecins et sages-femmes. L' « institut d'études culturelles et internationales », situé à Saint-Quentin-en-Yvelines, a pour mission fondamentale le développement de la recherche et de la formation, la diffusion et la valorisation des connaissances et des savoir-faire dans le domaine des langues, des cultures et des études internationales et accueille également les formations en histoire, lettres, anglais, espagnol. L' « institut supérieur de management », situé à Saint-Quentin-en-Yvelines, accueille les formations en sciences de gestion, sciences de l’information, communication et sciences de l’éducation ;
- l’Institut Pierre-Simon-Laplace (IPSL), fédération de laboratoires dont la direction est à Saint-Quentin-en-Yvelines ;
- l'École supérieure des techniques aéronautiques et de construction automobile (ESTACA) a emménagé dans son nouveau campus à la rentrée 2015, à Montigny-le-Bretonneux.
- L'École de cybersécurité 2600, à Montigny-le-Bretonneux.

Depuis la rentrée 2006, en partenariat avec la Chambre de Commerce et d'Industrie de Versailles, l'UVSQ a ouvert un Centre de Formation d'Apprentis (CFA).

### Composition
La communauté d'agglomération est composée des 12 communes suivantes :

| Nom                    | Code Insee | Gentilé        | Superficie (km2) | Population (dernière pop. légale) | Densité (hab./km2) |
| ---------------------- | ---------- | -------------- | ---------------- | --------------------------------- | ------------------ |
| Trappes (siège)        | 78621      | Trappistes     | 13,47            | 34 276 (2022)                     | 2 545              |
| Les Clayes-sous-Bois   | 78165      | Clétiens       | 6,11             | 16 940 (2022)                     | 2 773              |
| Coignières             | 78168      | Coignièriens   | 8,27             | 4 385 (2022)                      | 530                |
| Élancourt              | 78208      | Élancourtois   | 8,51             | 26 348 (2022)                     | 3 096              |
| Guyancourt             | 78297      | Guyancourtois  | 13               | 29 758 (2022)                     | 2 289              |
| Magny-les-Hameaux      | 78356      | Magnycois      | 16,64            | 9 353 (2022)                      | 562                |
| Maurepas               | 78383      | Maurepasiens   | 8,32             | 19 960 (2022)                     | 2 399              |
| Montigny-le-Bretonneux | 78423      | Ignymontains   | 11,65            | 32 150 (2022)                     | 2 760              |
| Plaisir                | 78490      | Plaisirois     | 18,68            | 31 971 (2022)                     | 1 712              |
| La Verrière            | 78644      | Verrierois     | 1,77             | 6 142 (2022)                      | 3 470              |
| Villepreux             | 78674      | Villepreusiens | 10,4             | 11 568 (2022)                     | 1 112              |
| Voisins-le-Bretonneux  | 78688      | Vicinois       | 2,38             | 10 740 (2022)                     | 4 513              |

### Présentation des communes
- Coignières

- Élancourt : le village ancien est situé au début d'une dépression qui continue en vallée entre les hauts de Sainte-Apolline à Plaisir au nord et les hauts d'Élancourt puis Maurepas au sud, à proximité du hameau de Jouars à Jouars-Pontchartrain. La majeure partie de la population se trouve aujourd'hui sur le plateau d'Élancourt-Maurepas, entre cette vallée et la route nationale 10 qui traverse la commune dans sa partie sud. La commune compte actuellement 25 504 habitants. En 1793 les élancourtois étaient au nombre de 300, 598 en 1901, 861 en 1968, 10 629 en 1975, 20 129 en 1982. Elle comprend dix quartiers et six zones industrielles et d’activités.
  - Les Templiers et les Hospitaliers : sur la commune Élancourt existe la Commanderie de la Villedieu  fondée au XIIe siècle par les Templiers. Il ne reste aujourd'hui que la chapelle gothique, construite en pierre meulière, entourée de bâtiments agricoles édifiés par les Hospitaliers de l'ordre de Saint-Jean de Jérusalem à des époques postérieures. Restauré par l'EPA puis par la communauté d'agglomération, l'ensemble accueille depuis novembre 2008 des expositions temporaires, notamment dans le bâtiment des Gardes.
- Guyancourt : en 1693, Guyancourt fut intégré au grand parc de Versailles, et en fera partie jusqu'à la Révolution. Au début du XXe siècle, Guyancourt est un gros village rural. Les fermes de Guyancourt dominent les espaces économique et politique de la commune et disparaissent avec l'urbanisation de la ville nouvelle de Saint-Quentin-en-Yvelines. Au dénombrement de 1901, la commune  compte 614 habitants. Elle va croître de façon importante à partir de 1970 pour atteindre, en 2015, le chiffre de 27 801 habitants, ce qui en fait la 14e ville des Yvelines par la population en 2015. L’espace rural occupe 43 % de la superficie totale partagée entre une partie boisée et un espace agricole. Les espaces verts inclus dans la partie urbanisée représentent 20 %. La partie urbanisée représente 37 % du territoire communal  et s’articule autour de 11 quartiers.

- La Verrière : au Moyen Âge, les seigneurs de La Verrière se partageaient les terres situées autour de la ferme de l’Agiot et du château édifié à partir de 1507. La paroisse de la Verrière a été créée en 1739 par la fusion de trois hameaux, La Petite-Verrière, la Grande-Verrière et l'Agiot, détachés la même année de la paroisse du Mesnil-Saint-Denis sur la demande du seigneur de l'époque, Jacques Cordier de Launay, conseiller du Roy et trésorier général de l'extraordinaire des guerres. Jusqu’alors commune rurale, La Verrière s’est ensuite développée avec l’arrivée du chemin de fer. Devenue une commune à la Révolution, elle reste durant le XIXe siècle une commune de petite taille. Située à côté de la gare de triage de Trappes, la gare de La Verrière, construite en 1855, accueille au début du siècle les Parisiens en mal de campagne. En 1836, le recensement de population dénombre 90 habitants. En 1872, il n'y en a plus que 73, et en 1901 80 personnes vivent dans la commune. Aujourd’hui, la commune compte 6 011 habitants (recensement de 2015) sur un territoire de 1,77 km2, ce qui en fait la plus petite de l'agglomération, aussi bien en nombre d'habitants qu'en superficie. Elle est composée de 5 quartiers.

- Les Clayes-sous-Bois

- Magny-les-Hameaux : Magny-les-Hameaux, s’étend sur un ancien plateau marécageux, situé entre la vallée de la Mérantaise et celle du Rhodon, en partie asséché lors des travaux d'aménagement du château de Versailles au XVIIe siècle, et peu à peu défriché dans les siècles suivants. Magny-les-Hameaux est également l’une des 21 communes faisant  partie du Parc naturel régional de la Haute Vallée de Chevreuse. La commune a cette particularité de  faire partie à la fois d'une ville nouvelle et d'un parc naturel, toutefois, la pression immobilière forte a ainsi pu être en partie contenue, la participation au parc étant conditionnée à un certain nombre d'engagements limitant la progression de l'urbanisation. Sa population a considérablement augmenté lorsqu'elle est entrée au sein de la ville nouvelle : 506 habitants en 1793, 371 en 1901, 7 035 en 1982, et 9 197 aujourd'hui (recensement 2015). Sa surface totale est de 1 664 hectares, ce qui en fait la plus grande de l'agglomération par la superficie dont 80 % est constituée d’espaces verts et bleus (994 hectares), de bois (316 hectares) et de cours d'eau (12 hectares). La ville comporte 5 quartiers et 4 parcs d'activités. Outre le village (Magny-Village), cœur historique de la commune, Magny comprend sept hameaux.

- Maurepas

- Montigny-le-Bretonneux : la découverte de vestiges préhistoriques au siècle dernier, à proximité de la mare Caillon, confirme l'existence lointaine de cette localité. Toutefois son histoire restera, jusqu’au début des années 1970, celle d'un petit village traditionnel  de la campagne francilienne, voué naturellement à l'agriculture. 7e ville du département du point de vue démographique en 2015, Montigny-le-Bretonneux est la commune centrale et principale de l'agglomération de Saint-Quentin-en-Yvelines. Son activité économique trouve sa source principalement dans le secteur tertiaire (1 590 entreprises). Plusieurs grands sièges sociaux d'entreprises internationales sont installés sur la ville qui compte en outre un grand nombre de PMI-PME spécialisées dans les secteurs technologiques. 265 habitants en 1793, 300 en 1856, 340 en 1900, la population de Montigny augmente lentement, jusqu’au début des années 1970. En 7 ans, la population passera de 1 550 habitants (1975) à 14 093 (1982). Elle est aujourd’hui de 33 123 habitants (recensement de 2015). La ville est composée de neuf quartiers dont celui de Saint-Quentin qui représente à la fois le centre principal de l'agglomération et celui de la commune.

- Plaisir : 11e ville des Yvelines par la population en 2015.

- Trappes[5] : au Moyen Âge, Trappes est « villa muralis », un village entouré de murs, cinq portes y permettant l’accès. La topographie de la vieille partie de la ville date de plusieurs siècles. Au XVIIe siècle, une portion du territoire de Trappes est rattachée au domaine du roi (Versailles). Le système hydraulique destiné à alimenter les jeux d’eau du Château de Versailles nécessite la création de rigoles, aqueducs et étangs, parmi eux l’étang de Saint Quentin sur la base de loisirs. Au début du XXe siècle, Trappes est encore un village rural d'un millier d'habitants, dont l'activité principale est la culture de céréales, de betteraves et de légumes. En 1911, la construction du dépôt de locomotives et de la gare de triage font de Trappes l'un des centres ferroviaires les plus importants de France et l’arrivée d'une main d’œuvre d'origine provinciale, essentiellement bretonne, permet à Trappes d'augmenter sa population et de devenir une cité cheminote. 561 habitants en 1793, 1270 en 1911, 9 643 en 1962, Trappes compte aujourd’hui 32 346 habitants (recensement 2015) ce qui en fait la 2e commune de la communauté d'agglomération et la 8e ville des Yvelines par la population. Trappes est un véritable poumon vert avec 925 hectares d’espaces verts publics, soit 286 m2 par habitant. La ville comprend sept zones d'activités industrielles, artisanales et tertiaires accueillant plus de 450 entreprises.

- Villepreux

- Voisins-le-Bretonneux : le territoire communal qui occupe le bord sud d'un plateau situé entre deux vallées encaissées, celle de la Bièvre au nord et celle de la Mérantaise (affluent de l'Yvette) au sud, intégra le domaine royal à la fin du XVIIe siècle. Marqué par une forte tradition agricole, Voisins-le-Bretonneux reste un petit village jusqu'à la fin des années 1960. L'intégration de la commune dans la Ville Nouvelle explique l'explosion démographique de la population, qui passe de 320 habitants avant la Seconde Guerre mondiale à plus de 12 000 à la fin du XXe siècle. Fortement urbanisé, à environ 90 %, ce territoire conserve une part de territoire rural sous forme de bois, dont une petite partie de la forêt domaniale de Port-Royal dans le sud-ouest de la commune. La commune comportait 263 habitants en 1800, 321 en 1936, 2132 en 1975, 5229 en 1982, la population est aujourd’hui de 11 378 habitants (recensement de 2015). La ville est divisée en six quartiers.

### Démographie
Du fait de l’implantation de la ville nouvelle, la population regroupée des douze communes a été multipliée par quatre en cinquante ans, comme le montre le tableau ci-dessous.
| 1968   | 1975    | 1982    | 1990    | 1999    | 2010    | 2015    | 2021    |
| ------ | ------- | ------- | ------- | ------- | ------- | ------- | ------- |
| 51 393 | 109 484 | 163 605 | 204 010 | 224 259 | 225 850 | 228 052 | 230 021 |

La plus peuplée des communes, Montigny-le-Bretonneux, comprend la partie la plus centrale de Saint-Quentin-en-Yvelines. La seule commune déjà urbanisée avant l’implantation de la ville nouvelle était Trappes, qui regroupait les deux tiers de la population à l’origine, mais n’en représente plus que 14 %, sa croissance ayant été beaucoup moins forte que celle de ses voisines.

### Activité économique
C'est le second pôle économique de l'ouest parisien. Il se trouve dans le secteur dit du Plateau de Saclay, identifié au SDRIF en 1994 comme un site stratégique et un centre d’envergure européenne, que le contrat de plan État-région 2000-2006 a qualifié de territoire prioritaire.
Cet espace, qui s’étend de Massy, à Saint-Quentin-en-Yvelines et Versailles, en englobant le plateau de Saclay, est destiné à devenir le moteur d’un nouveau développement économique en vue de faire jeu égal avec les plus grandes technopoles mondiales.
L'État y a créé une opération d'intérêt national, et a organisé en 2005 une mission de préfiguration de l'Opération d'intérêt national Massy - Palaiseau - Saclay - Versailles - Saint-Quentin-en-Yvelines, devenu en 2014 l'Opération d'intérêt national Paris-Saclay.
La Communauté compte 7 302 entreprises et 99 793 emplois, soit 1,29 emplois pour 1 actif résidant. Le territoire est attractif, puisque l'emploi s'est développé de 89 % entre 1989 et 2000, avec 35 000 emplois supplémentaires et + 135 % d'établissements implantés sur la période.
En trente ans, Saint-Quentin-en-Yvelines est devenue le deuxième pôle économique de l’ouest parisien.
Les principales entreprises du territoire communautaire sont les suivantes :
- Ingénierie :

1. ANSYS France, Spécialisée dans l'édition et le développement des outils et logiciels de calcul et de simulation numérique ;
2. Orano TN, filiale du groupe Orano, spécialisé dans le transport de matières nucléaires (Montigny-le-Bretonneux) ;
3. Orano Projets, filiale d'ingénierie du groupe Orano (Montigny-le-Bretonneux) ;
4. Bouygues Construction, sur le site de Challenger, leader du BTP et de la construction en France (Guyancourt) ;
5. Colas, filiale du groupe Bouygues, spécialisé dans le TP routier (Magny-les-Hameaux) ;
6. Saipem SA, filiale du groupe pétrolier italien ENI (Montigny-le-Bretonneux) ;
7. Millipore, entreprise de construction biopharmaceutique (Guyancourt) ;
8. Eurisys, spécialiste des consommables pour imprimante (Guyancourt).

- Hautes technologies :

1. Thales, groupe électronique dans les domaines de l'aérospatial et de la défense (Elancourt) ;
2. Airbus Defence and Space, division du groupe Airbus Group, spécialisée dans les avions militaires, les drones, les missiles et les lanceurs spatiaux et satellites artificiels (Elancourt) ;
3. Safran Aircraft Engines, division réparations du groupe Safran, spécialisée dans les réparations des moteurs d'avions et de pièces détachées aéronautiques (Magny-les-Hameaux) ;
4. Safran Aerosystems, anciennement Zodiac Aerosystems, filiale du groupe Safran depuis le rachat de Zodiac Aerospace (Plaisir) ;
5. Safran Seats, anciennement Zodiac Seats, filiale du groupe Safran depuis le rachat de Zodiac Aerospace (Plaisir) ;
6. Safran Electronics & Defence, filiale du groupe Safran (Plaisir) ;
7. Atos (Les Clayes-sous-Bois) - l'entreprise de services numériques y a notamment installé son laboratoire de recherche consacré aux supercalculateurs quantiques[8] ;
8. Waters France, fournisseur de matériels et appareils pour laboratoire (Guyancourt) ;
9. Sumecatronic, Mécanique de haute précision pour l'industrie aéronautique (Magny-Les-Hameaux) ;
10. Akka (Guyancourt) dans le domaine de l'aéronautique et de la défense[9].

- Services :

1. Sodexo France, leader des services de restauration (Guyancourt) ;
2. McDonald's France, filiale française du géant alimentaire de la restauration rapide (Siège social à Guyancourt) ;
3. Malakoff Humanis, assureur et mutuelle française (Guyancourt) ;
4. Europcar, première entreprise européenne de location de véhicules (siège social mondial à Voisins-le-Bretonneux) ;
5. Hertz SA, filiale française de l'équipementier américain (Siège Social à Montigny-le-Bx) ;
6. Crédit agricole, direction régionale du groupe bancaire (Montigny-le-Bretonneux) ;
7. Banque Populaire Val de France, société de la Banque populaire, implantée dans le Centre de la France et l'Ouest de la Région Parisienne (Siège Social à Montigny-le-Bretonneux) ;
8. Reebok, équipementier sportif américain, filiale de Adidas (Voisins-le-Bretonneux) ;
9. Amazon (Guyancourt).

- Automobiles :

1. Technocentre Renault, centre R&D du constructeur français (Guyancourt) ;
2. BMW Group France, constructeur allemand (Montigny-le-Bretonneux) ;
3. Fiat Auto France, constructeur italien (Trappes) ;
4. Nissan France SA, constructeur japonais (Trappes) ;
5. Valeo, équipementier automobile (La Verrière) ;
6. Mercedes-Benz France, constructeur allemand (Montigny-le-Bretonneux).

## Administration

### Siège
Le siège de la communauté d'agglomération est l'Hôtel d'agglomération de Saint-Quentin-en-Yvelines (Z.A. du Buisson de la Couldre, 1, rue Eugène-Hénaff - BP 118, 78192 Cedex - Trappes).

### Élus
La communauté d'agglomération est administrée par son conseil communautaire, composé pour la mandature 2020-32026 de 76  conseillers municipaux représentant chacune des  communes membres et répartis en fonction de leur population de la manière suivante :

- 11 délégués pour Montigny-le-Bretonneux et Trappes ;

- 10 délégués pour Plaisir ;

- 9 délégués pour Guyancourt ;

- 8 délégués pour Élancourt ; 

- 6 délégués pour Clayes-sous-Bois, Maurepas ;

- 4 délégués pour Villepreux et Voisins-le-Bretonneux ;

- 3 délégués pour Magny-les-Hameaux ;

- 2 délégués pour Coignières et La Verrière.
Au terme des élections municipales de 2020 dans les Yvelines, le nouveau conseil communautaire réuni le 11 juillet 2020 a réélu son président, Jean-Michel Fourgous, maire d'Élancourt, ainsi que ses 15 vice-présidents, qui sont : 
1. Lorrain Merckaert, maire de Montigny-le-Bretonneux, délégué à l’urbanisme et à l’aménagement du territoire ;
2. Joséphine Kollmannsberger, maire de Plaisir, déléguée à l’environnement et à la transition écologique ;
3. Alexandra Rosetti, maire de Voisins-le-Bretonneux, déléguée au développement économique et à l’attractivité du territoire ;
4. Grégory Garestier, maire de Maurepas, délégué à l’habitat ;
5. Nicolas Dainville, maire de La Verrière, délégué à l’emploi, à la formation professionnelle et à l’apprentissage ;
6. Bertrand Coquart, maire des Clayes-sous-Bois, délégué à la Smart City, à l’énergie et à l’éclairage public ;
7. Thierry Michel, élu d'Élancourt, délégué aux finances et aux ressources humaines ;
8. Jean-Baptiste Hamonic, maire de Villlepreux, délégué aux transports et aux mobilités durables ;
9. François Morton, maire de Guyancourt, délégué à la politique de la ville, à la santé et à la solidarité ;
10. Ali Rabeh, maire de Trappes, délégué à l’économie sociale et solidaire ;
11. Didier Fischer, maire de Coignières, délégué au commerce ;
12. Bertrand Houillon, maire de Magny-les-Hameaux, délégué aux espaces verts et à l’agriculture ;
13. Laurent Mazaury, élu d'Élancourt, délégué aux sports ;
14. Éric-Alain Junes, élu de de Montigny-le-Bretonneux , délégué à la culture ;
15. Bernard Meyer, élu de Plaisir, délégué au patrimoine bâti.

Le bureau communautaire pour la mandature 2020-2026 est constitué du président, des 15 vice-présidents et de 5 conseillers communautaires délégués.

### Liste des présidents
| Période                                  | Période                        | Identité             | Étiquette   | Qualité |
| ---------------------------------------- | ------------------------------ | -------------------- | ----------- | --- |
| Les données manquantes sont à compléter. |                                |                      |             | |
| 1973                                     | 1977                           | Roland Obel          | DVD         | Maire de Magny-les-Hameaux (1971 → 1977) |
| 1977                                     | 1980                           | Mario Urbanet        | PCF         | Maire-adjoint de Trappes |
| 1980                                     | 1983                           | Alain Le Vot         | PCF         | Maire de Magny-les-Hameaux (1977 → 1983) |
| 1983                                     | 1989                           | Dominique Raimbault  | PS          | Conseiller municipal de Montigny-le-Bretonneux |
| 1989                                     | 1998                           | Roland Nadaus        | PS          | Maire de Guyancourt (1983 → 2002) Conseiller général de Montigny-le-Bretonneux (1994 → 2008) |
| 1998                                     | 2014                           | Robert Cadalbert     | PS          | Conseiller municipal de Guyancourt conseiller régional (2004 →2010) |
| 2014                                     | octobre 2017                   | Michel Laugier,      | UDI puis SE | Sénateur des Yvelines (2017 → ) Maire de Montigny-le-Bretonneux (2004 → 2017) Conseiller départemental de Montigny-le-Bretonneux (2015 → 2021) Démissionnaire à la suite de son élection comme sénateur |
| octobre 2017                             | En cours (au 1er juillet 2021) | Jean-Michel Fourgous | LR          | Maire d'Élancourt (1996 → ) Réélu pour le mandat 2020-2026 |

### Compétences
La communauté d'agglomération exerce les compétences que lui ont transférées les communes membres, dans les conditions déterminées par le code général des collectivités territoriales, et qui sont reprises pour la plupart de l'ancien syndicat d'agglomération nouvelle. Ce sont les suivantes :
- Développement économique : soutien à l’innovation, à l’accueil et à la création d’entreprises (prêts SQY Initiative, création d’un pôle de l’innovation et de l’entrepreneuriat le SQY Cub, doublé d’un incubateur pour start-up…), animation et promotion du réseau des partenaires économiques, valorisation du parc immobilier d’entreprise, développement de l’attractivité du territoire afin de conforter son rang de 2e pôle économique de l’ouest parisien ;
- Aménagement du territoire : plan local d’urbanisme intercommunal (PLUi), renforcement de l’accessibilité de l’agglomération (réseau de transport…), valorisation du patrimoine urbain et architectural, maintien de l’équilibre entre zones urbaines, agricoles et naturelles…
- Équilibre social de l’habitat : programme  local de l’habitat (PLH) ;
- Politique de la ville : lutte contre l’exclusion sociale et les inégalités territoriales, accompagnement des publics en difficulté (Plan local pour l'insertion et l'emploi, contrat de ville 2015-2020, Pacte pour l’emploi, la formation et le développement économique avec la Région, etc.)…
- Accueil des gens du voyage : aires d’accueil pour les gens du voyage ;
- Gestion des milieux aquatiques et prévention des inondations (GEMAPI) : aménagement des bassins hydrographiques, entretien des cours d’eau, lacs, canaux et plans d’eau, protection des écosystèmes aquatiques et prévention des inondations ;
- Ordures ménagères : collecte, traitement et valorisation des déchets ménagers, création et gestion d’un réseau de déchetteries ;
- Voirie, ouvrages d’art et parcs de stationnement reconnus d'intérêt communautaire ;
- Eau et assainissement (gestion des eaux pluviales  et des eaux usées). Le service public de la production et de la distribution de l’eau potable est délégué aux syndicats AQUAVESC et SIRYAE ;
- Équipements culturels et sportifs : développement de la lecture publique à travers un réseau regroupant douze médiathèques, un bibliobus et le service en ligne « E-médiathèque », gestion des équipements à vocation intercommunale, développement des activités de l’Île de loisirs ;
- Protection et mise en valeur du cadre de vie : lutte contre les nuisances sonores environnementales (évaluation de l’exposition globale et gestion du bruit), prise en compte des nuisances liées à l'affichage publicitaire avec l'établissement d'un Règlement Local de Publicité intercommunal (RLPI) ;
- Sport : organisation d’événements sportifs à destination du grand public et des entreprises, appui matériel et financier aux associations et clubs sportifs amateurs afin d’encourager l’excellence et la pratique du haut niveau, soutien et promotion des grandes rencontres sportives, l'accueil et la promotion des 5 épreuves des Jeux olympiques et paralympiques en 2024 sur 4 sites sportifs de Saint-Quentin-en-Yvelines ;
- Culture : animation d’un réseau fédérant les communes membres et les acteurs culturels du territoire (spectacle vivant, arts numériques…), soutien au développement de l’éducation artistique en milieu scolaire, promotion du rayonnement culturel du territoire, gestion d'équipements intercommunaux (Musée de la Ville, La Commanderie de SQY) ;
- Enseignement supérieur, recherche et innovation : consolidation de la place de Saint-Quentin-en-Yvelines au sein de l’opération d’intérêt national (OIN) de Paris - Saclay avec le renforcement des activités liées à la recherche et l’innovation, la création de passerelles entre le monde académique et les entreprises…
- Réseaux : gestion des réseaux de distribution de gaz et d’électricité, des réseaux de production ;
- Espace verts : valorisation du patrimoine paysager, aménagement et entretien des espaces verts, boisés et arborés (parcs, squares, aires de jeux, parcours sportifs, espaces extérieurs de résidences et bâtiments communautaires, accotements de voirie, liaisons douces…) ;
- Œuvres d’art urbain : gestion des œuvres d’art urbain implantées en bord de voirie et dans les espaces verts d’intérêt communautaire ;
- Mobilier urbain situé sur l’espace public (abribus, panneaux et vitrines d'affichage…) ;
- Propreté urbaine : nettoyage des espaces publics (balayage, lavage, désherbage…) ;
- Droits de préemption : anticipation des besoins intercommunaux en matière de réserves foncières, identification des sites offrant un potentiel de renouvellement urbain, acquisition de terrains et/ou biens immobiliers indispensables à la mise en œuvre d’une politique de développement maîtrisée, efficace et partagée ;
- Autorisations relatives au droit des sols : instruction des autorisations relatives au droit des sols pour les communes membres (permis de construire ou d’aménager, déclarations de travaux, certificats d’urbanisme…) ;
- Défense extérieure contre l’incendie : gestion et entretien des bornes incendie présentes sur le territoire ;
- Action sociale d’intérêt communautaire : développement d’une politique partenariale d’action sociale  afin de réduire les inégalités territoriales et socio-économiques (actions en direction des seniors, de la famille et de la petite enfance, de l’insertion…), maintien d’une offre de santé locale de qualité (structuration d’un réseau des Maisons de santé) et prise en charge des populations les plus fragiles (Institut de promotion de la santé à Trappes) ;
- Protection et mise en valeur de l’environnement et du cadre de vie : lutte contre la pollution de l’air, mise en œuvre d’opérations de maîtrise de l’énergie d‘intérêt communautaire…

### Régime fiscal et budget
La communauté d'agglomération est un établissement public de coopération intercommunale à fiscalité propre.
Afin de financer l'exercice de ses compétences, l'intercommunalité perçoit, comme toutes les communautés d'agglomération, la fiscalité professionnelle unique (FPU) – qui a succédé à la taxe professionnelle unique (TPU) – et assure une péréquation de ressources.
Elle ne reverse pas de dotation de solidarité communautaire (DSC) à ses communes membres.

## Projets et réalisations
Conformément aux dispositions légales, une communauté d'agglomération a pour objet d'associer « au sein d'un espace de solidarité, en vue d'élaborer et conduire ensemble un projet commun de développement urbain et d'aménagement de leur territoire ».

### Patrimoine
Depuis juin 2006, Saint-Quentin a rejoint le cercle des Villes et Pays d'art et d'histoire (7 en Île-de-France), label attribué par le ministère de la Culture. Elle devient ainsi la première ville nouvelle mais aussi la première ville de la seconde moitié du XXe siècle à recevoir ce label.

### Lecture publique
Le réseau des médiathèques de Saint-Quentin-en-Yvelines regroupe l’ensemble des équipements de lecture publique de la ville nouvelle soit 7 médiathèques, 1 bibliobus et 3 centres de ressources Lecture. Il compte aujourd'hui un peu plus de 63 500 adhérents et quelque 542 000 documents tous supports confondus.

## Principaux équipements

### Social
- L'unité territoriale des Yvelines de la DIRECCTE Île-de-France (Direction Régionale des Entreprises, de la Concurrence, de la Consommation, du Travail et de l'Emploi), qui comprend notamment les services d'inspection du travail du département, est basée à Montigny-le-Bretonneux.
- L'institut de promotion de la santé (IPS) créé en 2001, réunit les acteurs médico-sociaux locaux et coordonne les actions de prévention, d'éducation pour la santé et d'amélioration de l'accès aux soins.
- Les maisons de justice et du droit (antennes à Trappes et à Guyancourt) ont pour vocation première de rapprocher la justice du citoyen en un lieu de médiation et d'information.
- La résidence des personnes âgées (RPA) Jean-Fourcassa à Trappes.

### Économique
- La maison de l'entreprise est un lieu au service des entreprises et des porteurs de projets pour les conseiller et les accompagner dans l’installation ou le développement sur le territoire.
- La maison de l’emploi est un centre d’information et d’orientation ouvert à tous, mais aussi un lieu de mise en réseau des acteurs du territoire.

### Culture

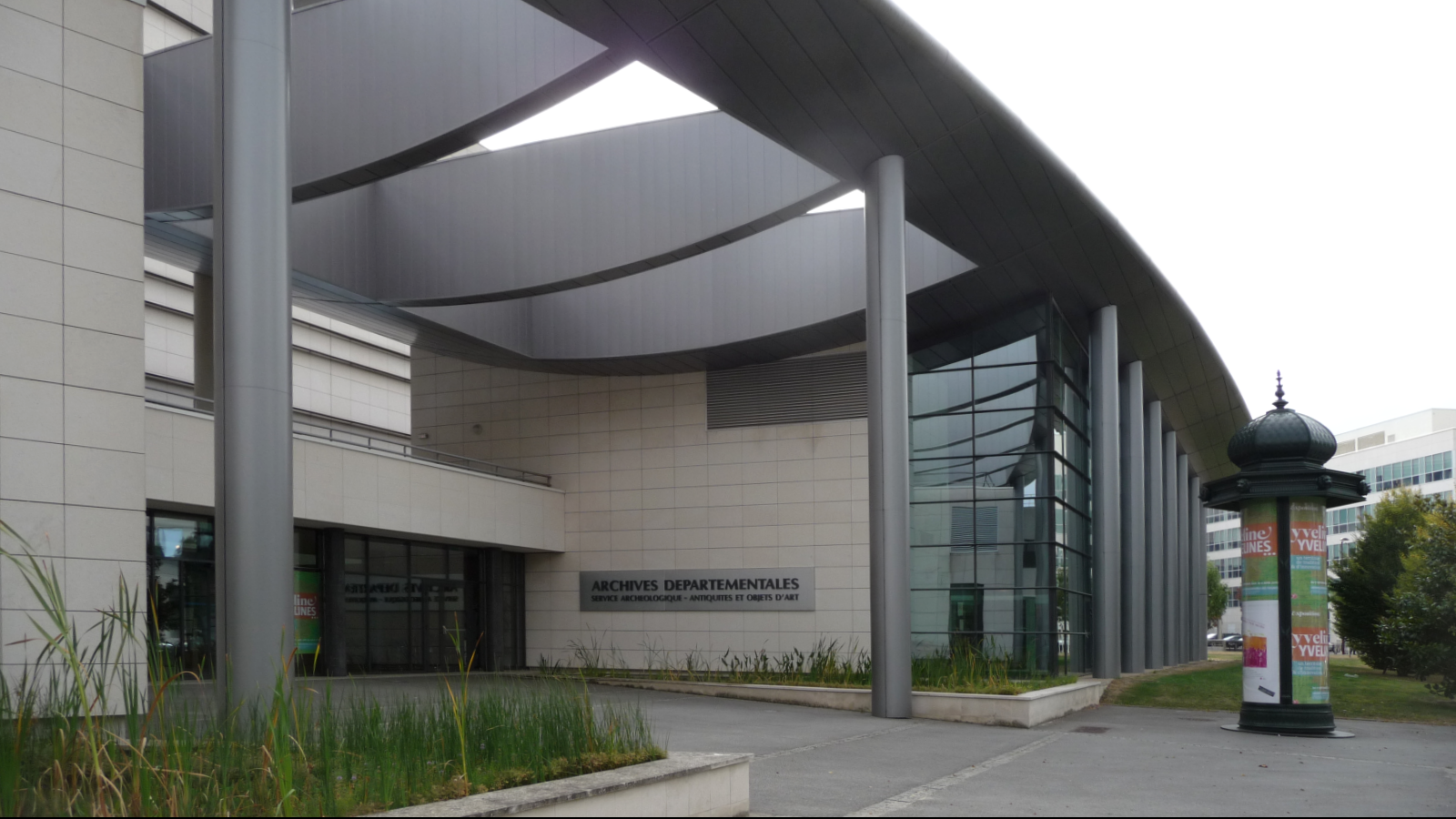
Entrée des Archives départementales des Yvelines à Montigny-le-Bretonneux.

- Le Théâtre de Saint-Quentin-en-Yvelines, Scène nationale, situé à Montigny-le-Bretonneux, dispose de deux salles de spectacles (300 et 1 040 places).
- Le Prisme, situé sur la commune d'Élancourt, dispose de deux salles (590 et 140 places).
- La Merise, située à Trappes, dispose d'une salle modulable de mille places.
- L'Estaminet, situé dans la commune de Magny-les-Hameaux, abrite une salle de 120 places, un café culture ainsi que trois studios de répétition.
- La ferme Decauville, située à Voisins-le-Bretonneux, comporte deux salles d'expositions (peinture et sculpture), un club de billard, une salle de spectacle de 100 places, la Salle de la Tour, la médiathèque Antoine-de-Saint-Exupéry, une cour, un jardin et un espace musical avec studios de répétitions.
- La ferme de Bel-Ébat, située à Guyancourt a une salle modulable de 350 places assises.
- Le pôle musique de Guyancourt comprend un café musique installé dans la batterie de Bouviers et l'école municipale de musique. Le café musique est composé d'une salle modulable de 450 places debout pour la musique amplifiée, de trois studios de répétition, d'un espace détente et d'un espace de restauration et bar[20]. L’école de musique en cours de construction ouvrira ses portes au public à la fin de l'année 2010. Cet équipement comprend outre les salles d'enseignement traditionnelles, une salle de Musique Assistée par Ordinateur, une salle de percussion, des salles de pratique collective et une salle de spectacle de 200 places assises aménagée pour la musique acoustique.
- Le Scarabée, situé à La Verrière, dispose d'une salle modulable de 500 places.
- La ferme du Mousseau à Élancourt offre une salle de 100 places, une galerie d'exposition et une salle de danse.
- La ferme du Manet à Montigny-le-Bretonneux peut accueillir 900 personnes dans sa salle.
- L'espace Albert Camus situé à Maurepas.
- Le Théâtre Alphonse Daudet situé à Coignières.

### Musées et espaces d'exposition
- Le Musée de la ville de Saint-Quentin-en-Yvelines à travers ses expositions, ses visites thématiques et ses ateliers pédagogiques, raconte l'histoire du territoire de Saint-Quentin-en-Yvelines et les évolutions considérables qu'il a connu au fil des siècles. Histoire, architecture, urbanisme, mais aussi design et modes de vie : le Musée de la ville donne les clés pour comprendre la ville nouvelle, son passé, son présent et son avenir.
- Musée national de Port-Royal des Champs, haut lieu du jansénisme en France, ce site, fondé en 1204, inspira de nombreux auteurs et peintres : Pascal, Philippe de Champaigne... Construite au XIXe siècle, la demeure bourgeoise accueille aujourd'hui une collection de tableaux et de manuscrits. On peut y effectuer une visite des ruines, du colombier ainsi que du musée historique de l'abbaye.
- Le Conservatoire des arts plastiques de Montigny-le-Bretonneux accueille régulièrement des expositions de plasticiens contemporains, ainsi que celles des élèves du Conservatoire.
- L'Espace Calliopé, centre médico-psychologique situé à Magny-les-Hameaux, est un lieu d'exposition ouvert à tous les Saint-Quentinois.
- Dans la galerie Le Corbusier, peintures et sculptures sont le plus souvent à l'honneur, permettant à un large public de découvrir les œuvres d'artistes connus ou non. Implantée à proximité des ateliers d'arts plastiques Henri-Matisse à Trappes, elle permet de présenter les travaux des élèves.
- La Maison des Bonheur, où résidait la famille Bonheur (Rosa, Raymond et Auguste) et ancien hôtel de ville de Magny-les-Hameaux, a pour vocation de favoriser le lien entre le passé et l'avenir de la ville, entre tradition et modernité (expositions, rencontres d'artistes...).
- La Maison Félix, située dans le vieux village de Montigny-le-Bretonneux, permet aux associations ainsi qu'aux habitants de la commune de présenter leurs œuvres.
- La mezzanine de l'hôtel de ville de Guyancourt permet au public de découvrir toute l'année les œuvres d'artistes contemporains. Cet espace d'exposition s'ouvre également aux artistes amateurs à l'occasion de deux salons d'art plastique, qui rendent hommage aux talents locaux.
- La salle d'exposition de Guyancourt, située au cœur du quartier de Villaroy, entre la Médiathèque Jean-Rousselot et la Maison de la Poésie, programme six expositions par saison.

### Monuments

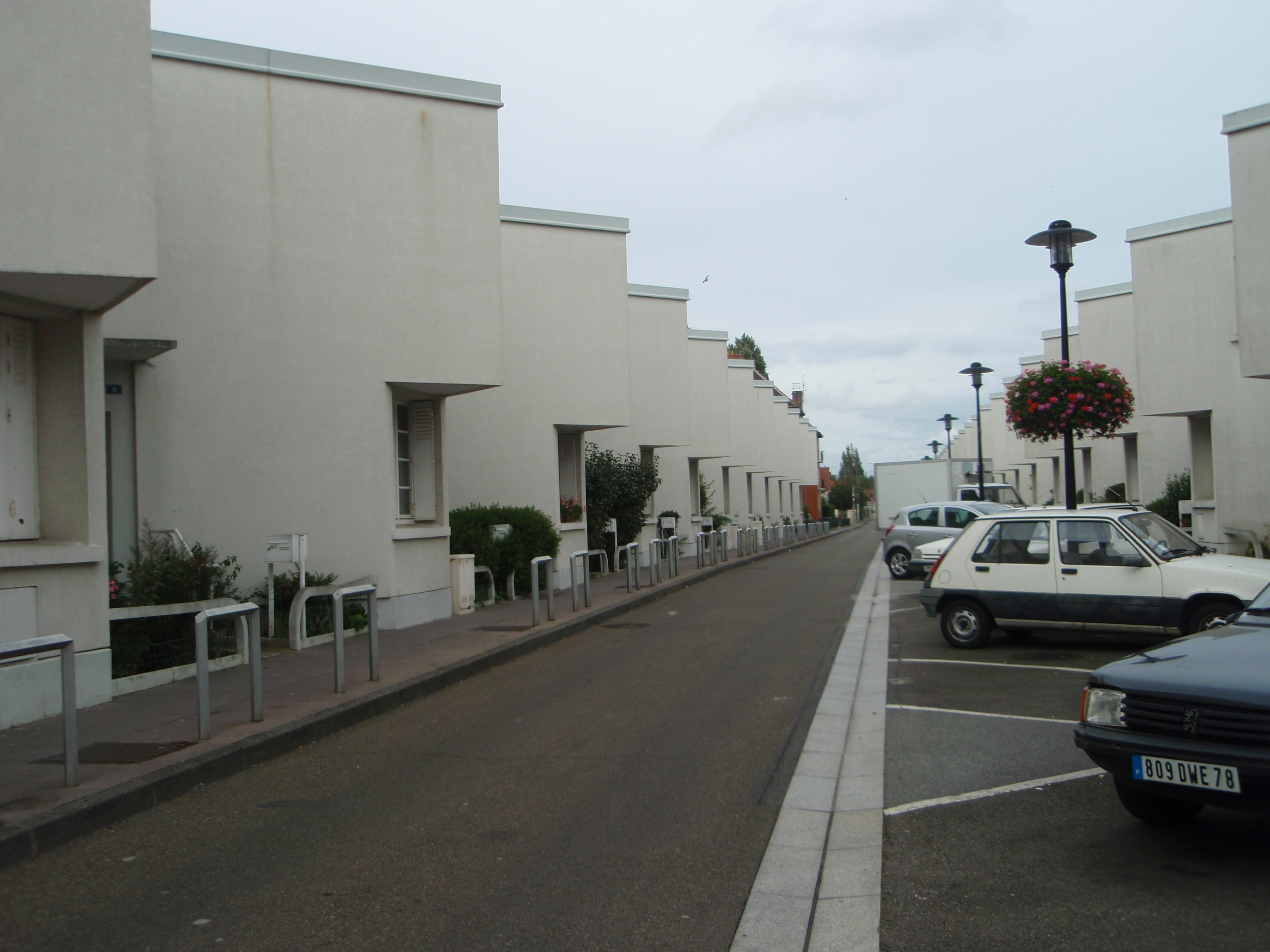
La cité des Dents de Scie à Trappes.

- La batterie de Bouviers, ouvrage militaire de 1879 transformé en Café Musiques
- Musée national de Port-Royal des Champs.
- Les Dents de Scie : cité ouvrière de Trappes destinées aux cheminots, construite pour la Compagnie des chemins de fer sur des lotissements proches de la gare de Trappes dans les années 1930, ces logements sont inscrits à l’inventaire supplémentaire des monuments historiques, ils ont reçu en 2005 le label « Patrimoine du XXe siècle », grâce à la mobilisation des habitants et de la commune, qui ont permis leur réhabilitation au lieu de la destruction envisagée initialement[21].
- Les arcades du lac, architecte Ricardo Bofill, 1985.

### Sports, nature et loisirs
- La base de plein air et de loisirs, elle offre une superficie de 600 hectares dont un plan d'eau de 120 hectares. On y trouve un parcours d'eau vive unique en Europe, une plage de sable fin de 5 000 m2 affectée à la baignade, et un téléski nautique. La base est aussi dotée d'un golf, d'un centre équestre et d'un poney club. Elle abrite en outre 90 hectares de réserve naturelle classée Natura 2000.
- Le Golf national de Saint-Quentin-en-Yvelines, créé en 1990 par la Fédération française de golf, reçoit chaque année l'Open de France. Il propose trois parcours, dont un de 18 trous de haute compétition, qui en fait le premier stade de golf en Europe. Il accueillera la Ryder Cup, prestigieuse compétition opposant les États-Unis et l'Europe, en 2018.
- La Maison de l’environnement, des sciences et du développement durable accueille dans sa grande salle de spectacle des événements pour tous les publics. La Maison de l’environnement, ouverte en 2005 à Magny-les-Hameaux, est consacrée à la sensibilisation de protection de notre environnement. Elle propose une programmation thématique trimestrielle, une série de manifestations culturelles — expositions, films, conférences, débats, spectacles — destinées à tous les publics.
- France Miniature à Élancourt : parc d'attractions qui reproduit à l'échelle 1/30e les monuments français.
- La piscine Andrée-Pierre-Viénot à Guyancourt avec un bassin intérieur de 25 m, jaccuzi gratuit et accès à un sauna.
- La piscine Léo-Lagrange à Trappes avec un bassin intérieur de 25 m.
- Le centre aquatique du Lac à Montigny-le-Bretonneux avec un bassin intérieur de 25 m, bassin loisirs, solarium, espace relaxation et espace remise en forme.
- Le vélodrome de Saint-Quentin-en-Yvelines, qui accueille le siège de la Fédération française de cyclisme, a été inauguré en décembre 2013. La ville y a accueilli les championnats du monde de cyclisme sur piste en 2015.
- Le centre aqualudique Castalia à Maurepas.

### Tourisme
- Le point d'accueil « Info gare » au sein de la gare de Saint-Quentin-en-Yvelines délivre aux visiteurs des informations touristiques sur le territoire.

### Médias
- Télévision locale, TV78 (anciennement TVFIL78), diffusée sur le câble dans l'agglomération de Saint-Quentin-en-Yvelines, sur Orange Île-de-France Ouest ainsi que sur les bouquets TV Numériques[22].
- Radio locale, Radio Sensations 98.4 FM (Anciennement Triangle FM), la radio du grand ouest francilien, actualités locales des Yvelines.
- Radio locale, Marmite FM 88.4, une radio locale associative diffusée sur Trappes et à 30 km aux alentours.
- Quotidien, Le Parisien (édition des Yvelines), presse écrite, info locale.
- Hebdomadaire, Toutes les nouvelles, presse écrite, info locale.
- Mensuel, SQY Mag, info locale sur Saint-Quentin-en-Yvelines, distribué gratuitement dans toutes les boites aux lettres du territoire.
- Trimestriel, SQY Entreprises, info économique sur Saint-Quentin-en-Yvelines.

## Évènements et festivités
- Banlieues’arts, festival des pratiques culturelles et artistiques en milieu scolaire, Banlieues’arts est initié par l’Association Culturelle de Trappes depuis 1992. Ce rendez-vous concerne aujourd’hui 5 des 7 communes saint-quentinoises (auxquelles viennent s’ajouter celles de Saint-Cyr-l’École, de Rambouillet et du Mesnil-Saint-Denis).
- La Fête du conte, proposée par le réseau de lecture publique de la communauté d'agglomération, propose chaque année, une cinquantaine de rendez-vous autour du conte dans les médiathèques.
- Chantier d'Arts et de Scènes, créé en 2003 et organisé par la compagnie de Théâtre Watstodo, propose à tous de découvrir des pratiques artistiques peu connues.
- Poésyvelines, la semaine des Poètes, créé en 2004 à l'initiative du Conseil général des Yvelines et organisé par la Maison de la Poésie de Saint-Quentin-en-Yvelines, est devenu le rendez-vous incontournable de la poésie dans les Yvelines au mois de novembre.

## Saint-Quentin-en-Yvelines dans les arts et la culture
En 2020, la chanteuse Hoshi dédit à Saint-Quentin-en-Yvelines, un titre de son album Sommeil levant : SQY.

## Diaporama

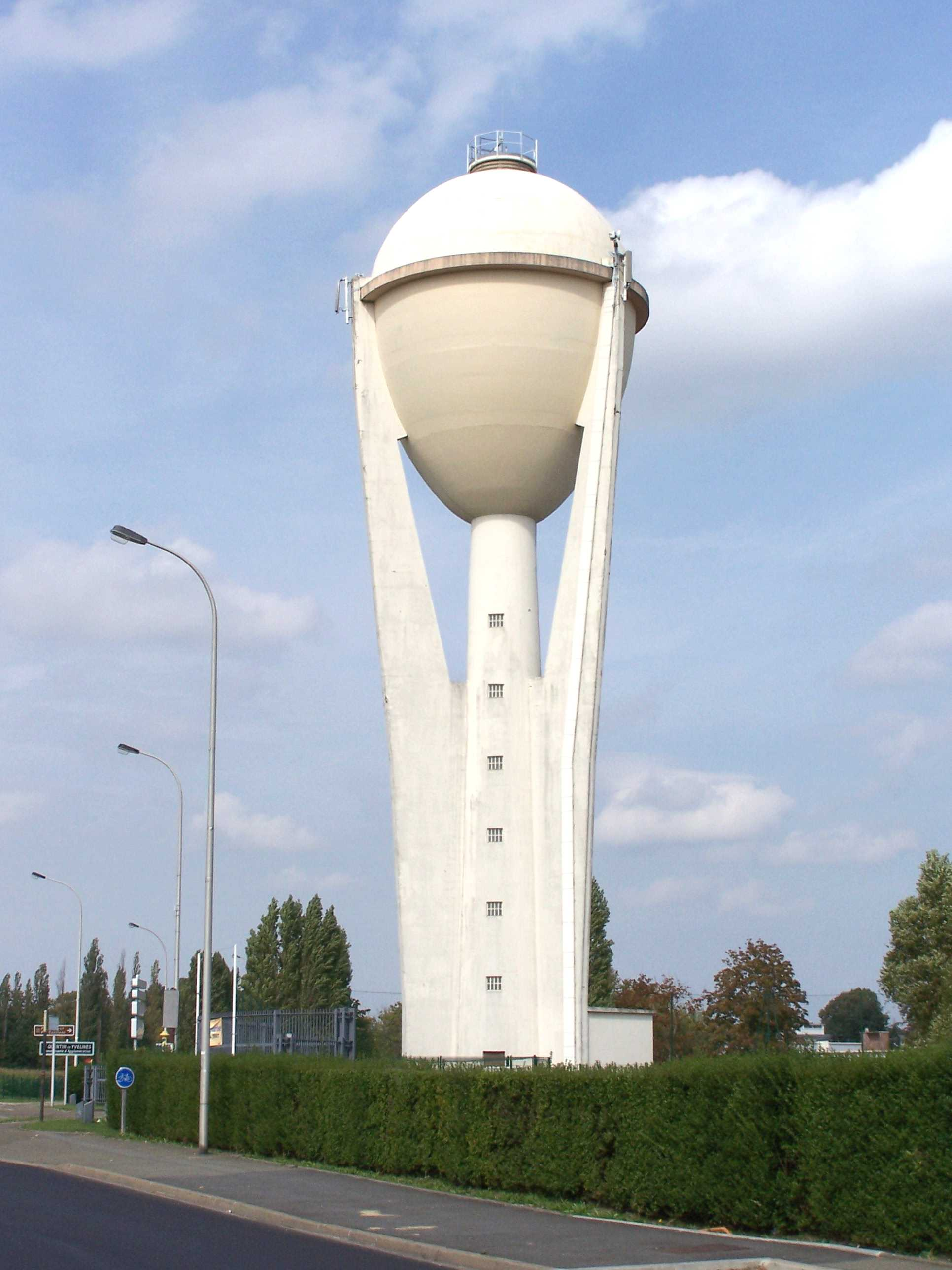
Château d'eau sculpture à La Verrière.
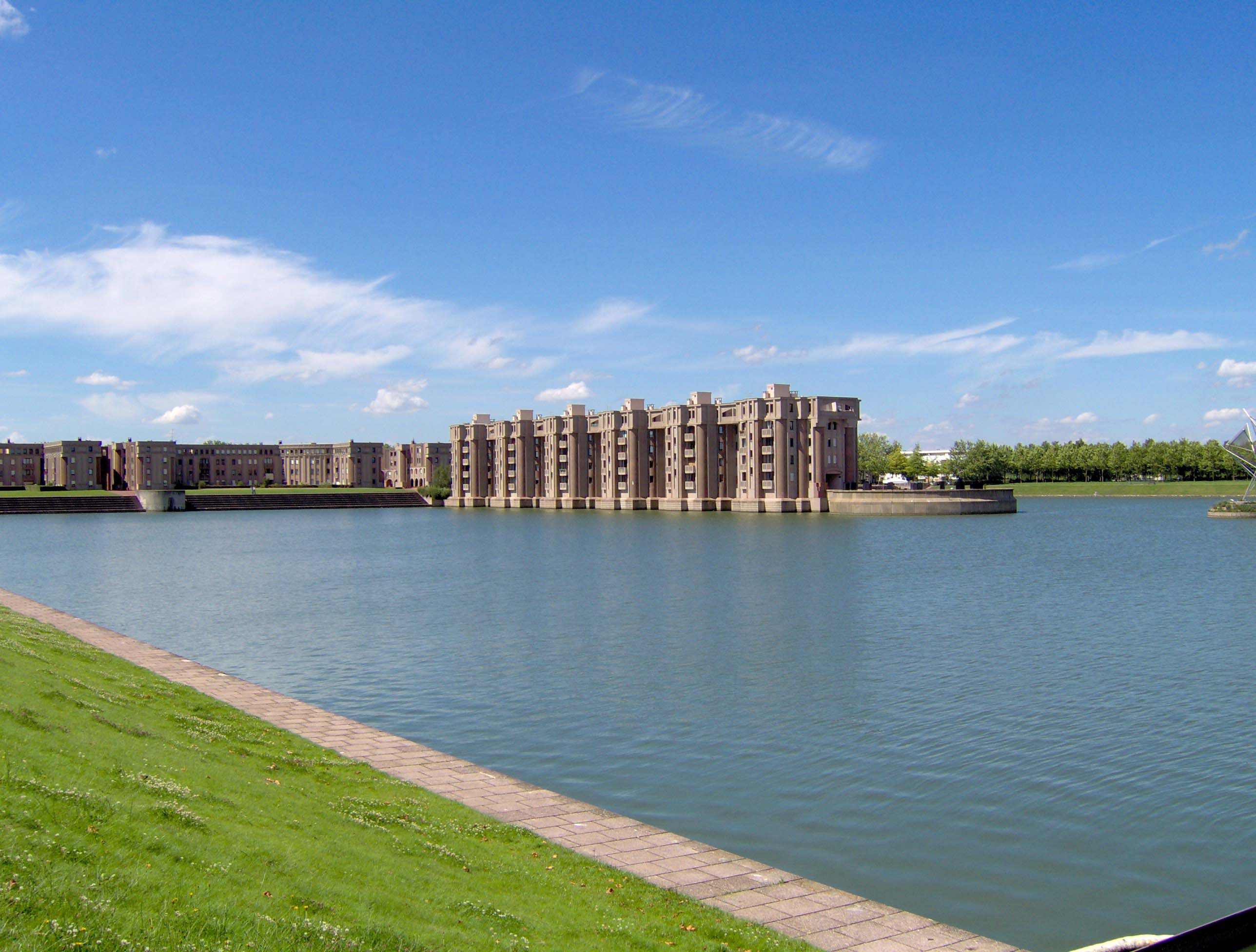
Bassin de la Sourderie entre Montigny-le-Bretonneux et Voisins-le-Bretonneux avec au fond la résidence « Les arcades du lac » à Montigny due à l'architecte Ricardo Bofill.
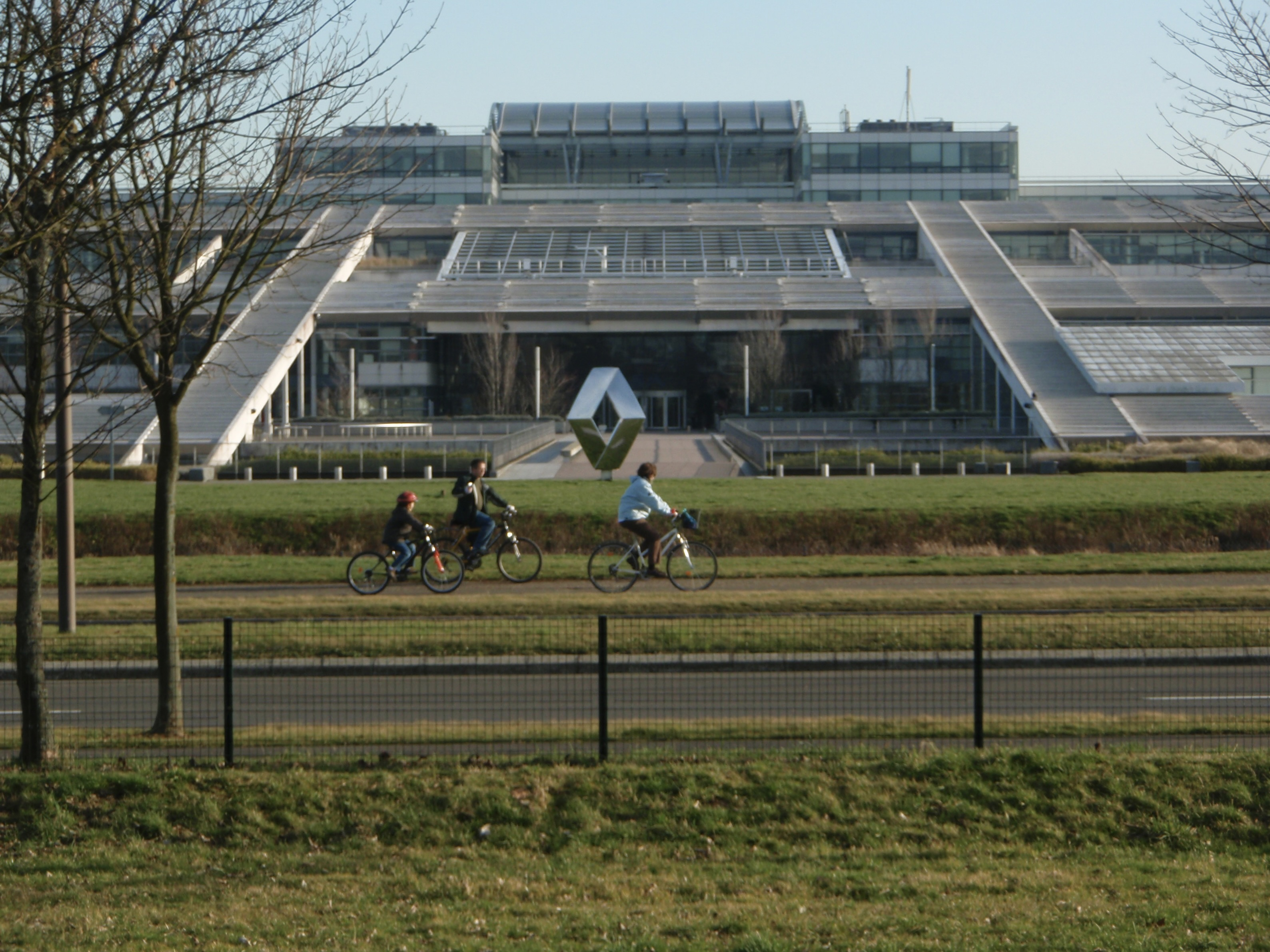
L'Avancée du Technocentre Renault à Guyancourt.
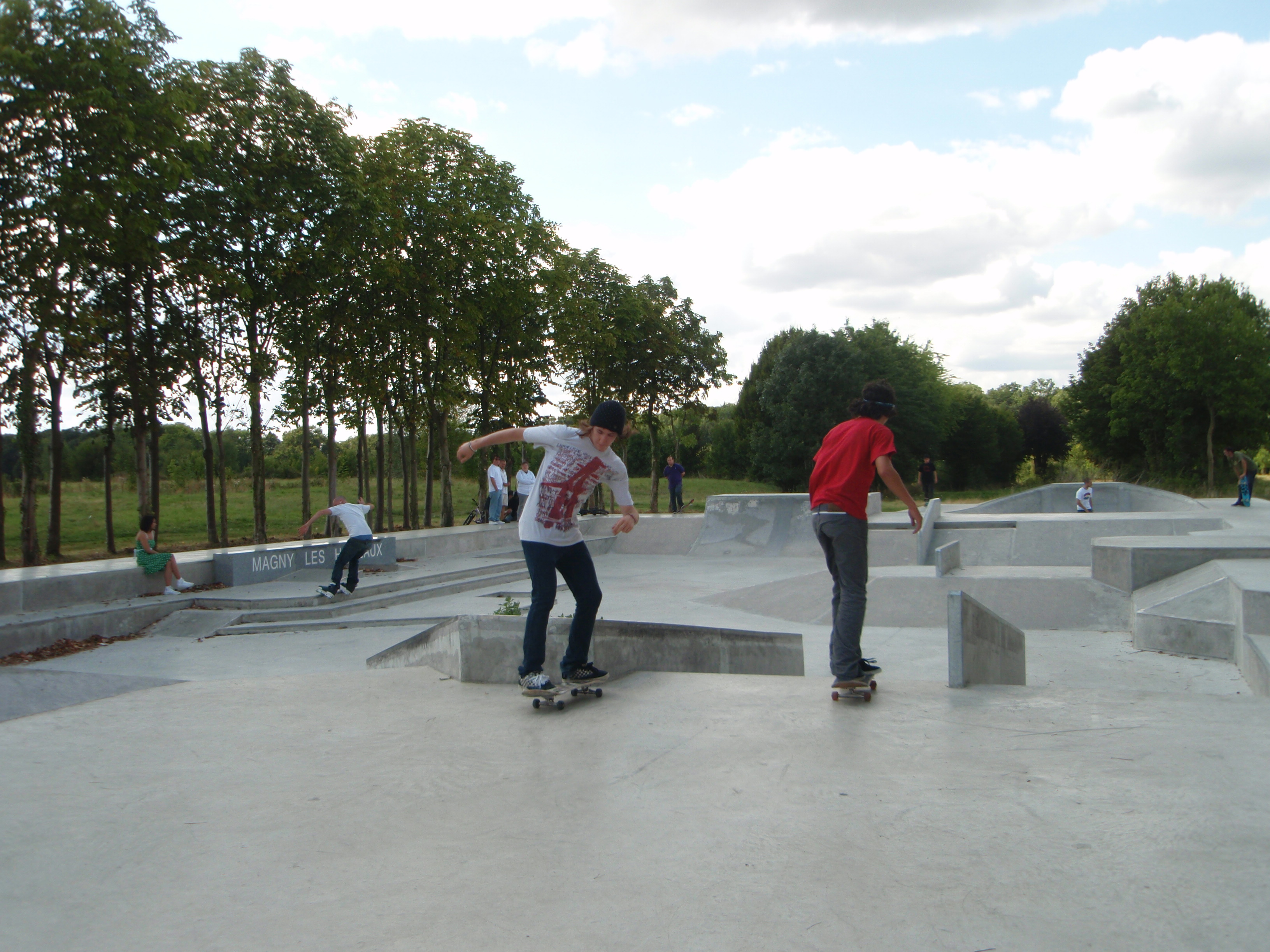
Le Skate Parc de Magny-les-Hameaux.
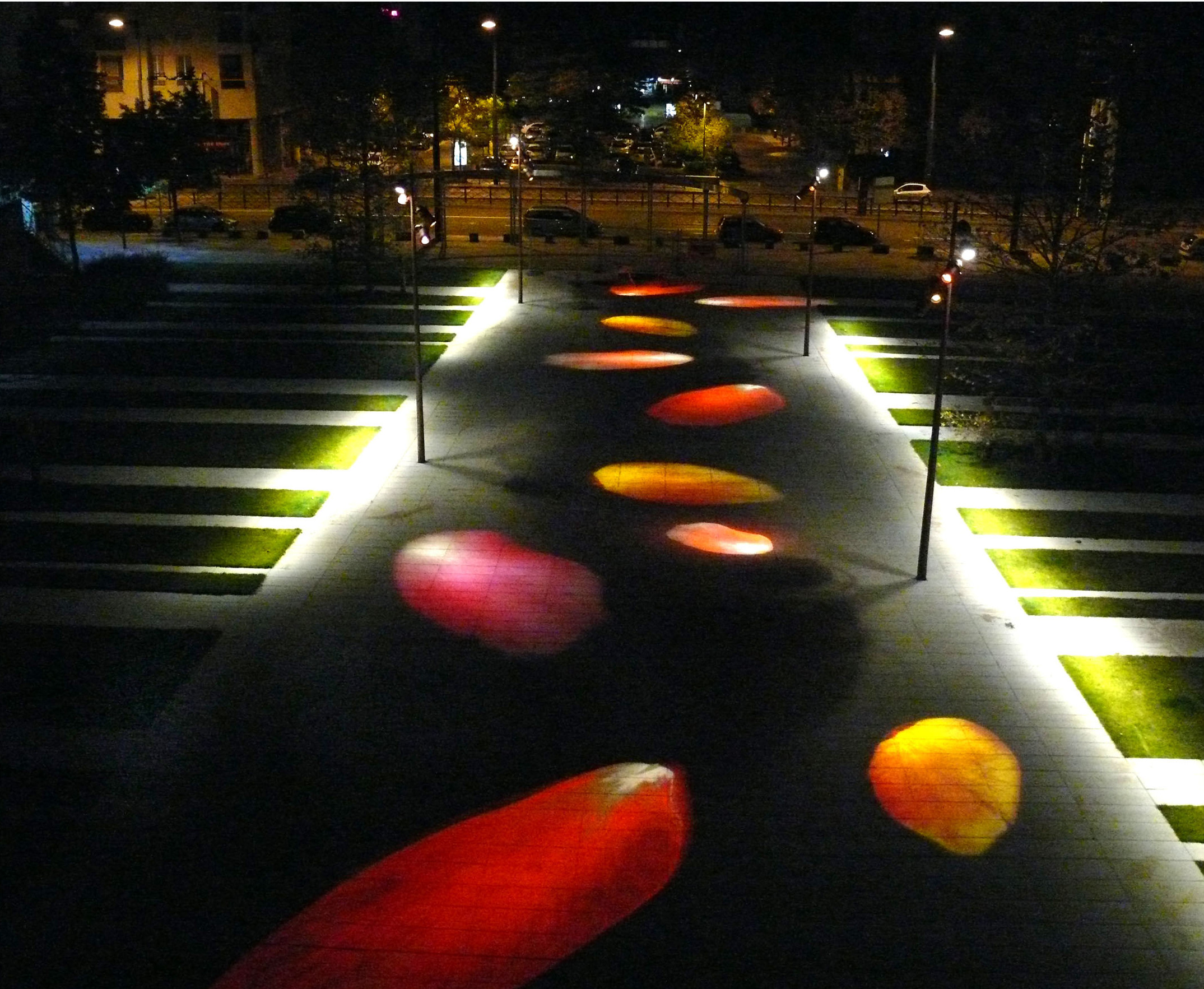
Éclairage de l'allée menant vers la place de la République à Guyancourt, la nuit.